# Verlorenes Leben
Verlorenes Leben ist ein 1975 entstandener, deutscher Spielfilm von Ottokar Runze. Die Hauptrollen zweier Gegenspieler übernahmen Gerhard Olschewski und Marius Müller-Westernhagen.

## Handlung
Im deutschen Schlesien, irgendwo auf einem Landgut des Jahres 1927. Dort wird eines Tages ein achtjähriges Mädchen tot aufgefunden. Es besteht kein Zweifel: Sie ist ermordet worden. Ein Sexualverbrechen. Der vorurteilsbehaftete Polizeikommissar Weber ist sich sicher, dass der polnische Landschaftsgärtner Siegfried Cioska, ein bulliger Bär von einem Mann, die grausame Tat begangen haben muss. Das Problem ist nur: Er kann es ihm überhaupt nicht nachweisen. Und so greift Weber zu einem Trick. Als Cioska, den Unterstellungen und Schmähungen der Landbevölkerung nicht mehr standhaltend, nach Berlin weiterzieht, setzt Weber einen Landsmann Cioskas auf diesen an. Der ist optisch das ganze Gegenteil des Gärtners: Ein spindeldürrer Hänfling namens Wenzel Sigorski, ein polnischer Student, soll als Spitzel Cioskas Vertrauen gewinnen, um diesem so bald wie möglich ein Geständnis zu entlocken. Tatsächlich freunden sich die beiden ungleichen Männer bei gemeinsamen Unternehmungen allmählich an und entwickeln so etwas wie eine Männerfreundschaft. Dies kann Sigorski nicht lieb sein, bedeutet das doch, dass sich in ihm angesichts seines schäbigen Doppelspiels allmählich Skrupel breitmachen. Bald glaubt Wenzel an Siegfrieds Unschuld, doch das ist Weber egal. Er will, dass Cioska schuldig ist, und an diesem Glauben hält er mit immer stärker anwachsendem, erbarmungslosen Fanatismus fest. 
Um endlich zu einem für ihn befriedigenden Ergebnis zu kommen, stellt Kommissar Weber dem Gärtner eine Falle: Er lässt Sigorski zum Schein einen Mord begehen, bei dem Cioska ungewollt Zeuge wird. Sigorski gibt vor, fliehen zu müssen, weil Cioska ihn nun in der Hand habe. Da gesteht Cioska endlich den Mord an dem Mädchen, in der Hoffnung, dass man nun pari sei. Weber ist zutiefst befriedigt, er verhaftet den Täter, der später hingerichtet wird, auch wenn, dies ist Runzes inszenatorischer Kniff, der Regisseur, ähnlich wie in dem Justizfilmklassiker Laßt mich leben! von Robert Wise, es offen lässt, ob Cioska tatsächlich die schreckliche Bluttat begangen hat oder ob er nicht vielmehr dieses „Geständnis“ deswegen ablegte, weil er befürchtete, sonst seinen einzigen Freund hier in Deutschland, seinen Landsmann Sigorski, zu verlieren. Dieser aber zerbricht nach seinem Verrat an dem Freund beinahe, durchläuft in dieser Konsequenz nach dem Tod Cioskas eine moralische Katharsis, wendet sich vom weltlichen Leben ab und beschließt, Priester zu werden. In einer Bombennacht des Zweiten Weltkrieges erzählt er seine Geschichte, während draußen ein Krieg tobt, der auch am Zerfall jener Moral entbrannte, deren Opfer er und Cioska geworden sind.

## Produktionsnotizen
Verlorenes Leben wurde 1975 in Norddeutschland gedreht und lief am 12. März 1976 in den deutschen Kinos an.
Olschewski und Müller-Westernhagen waren drei Jahre darauf erneut Filmpartner in einer weiteren Runze-Inszenierung, Der Mörder.

## Auszeichnungen
Der Film erhielt mehrere Preise bzw. wurde für solche nominiert:
- Filmband in Gold für Gerhard Olschewski
- Silberner Bär auf der Berlinale für Gerhard Olschewski
- Nominierung für den Goldenen Bären für Ottokar Runze
- Nominierung für das Filmband in Gold für Marius Müller-Westernhagen

## Kritiken
„Ottokar Runze paßt nicht so recht in die gegenwärtig auf Hochglanz polierte deutsche Filmlandschaft. Runze hat keine Aura, er ist über 50 und läßt sich in keine Gruppe einordnen. Zwar wurden seine vier Filme (u. a. "Der Lord von Barmbeck", "Im Namen des Volkes"), die er seit 1971 gedreht hat, mit Preisen überhäuft, doch der große Erfolg wollte sich nicht einstellen. Dabei ist Runze in der honorigen Verbissenheit, mit der er seine Themen anpackt, sicherlich ebenso von deutscher Seele wie der im mystischen Urschlamm watende Werner Herzog. Gründlich, präzise und mit einem schnörkellosen Engagement für menschliche Würde, das an die großen Filme von Fritz Lang erinnert, geht Runze im "Verlorenen Leben", wie schon in seinem Knastfilm "Im Namen des Volkes", gegen eine Justiz vor, die Urteile aufgrund von Vorurteilen fällt. (…) Gewöhnlich kommt derart grüblerische Ernsthaftigkeit, will sie sich nicht reißerisch verkaufen, schwerfällig daher. Runze versucht dem durch ästhetische Raffinesse zu entgehen. Er ließ Schwarzweißfilm auf Farbmaterial kopieren und gewinnt dadurch seinen Bildern eine düstere Dichte ab, daß sie manchmal fast zu schön sind, um wahr zu sein. Derartige Kalligraphie hätte er nicht nötig gehabt. Es wäre auch so einer der achtbarsten, ehrlichsten Filme der letzten Zeit geworden.“

„Eindrucksvoll im Bild und hervorragend in der Zeichnung der Charaktere, läßt der Film im Hintergrund das geistige Klima des Dritten Reichs spüren.“

„Die folgenden Inszenierungen variierten Runzes Interesse rund um die Themen Justiz, Verbrechen und die darin verwickelten Menschen. Sein immer wiederkehrendes Motiv war die Auseinandersetzung mit Schuld und Sühne, mit der schuldhaften Verstrickung des Einzelnen im Kontext zu seiner Umwelt, der Gesellschaft. Runze versuchte soziale Hintergründe aufzudecken, die Aufschluß auf das Verhaltensmuster seiner Protagonisten gaben. Immer wieder stand die Psychologisierung der schuldhaft verstrickten Hauptfiguren im Mittelpunkt Runze’schen Interesses -- damit entwickelte sich der Regisseur, dessen vertiefende Inszenierungen sich im Laufe der 70er Jahre immer weiter von simpel unterhaltenden Mainstream-Unterhaltungsmustern entfernten, allmählich zum deutschen André Cayatte. Vor allem seine beiden Hauptdarsteller Gerhard Olschewski und Marius Müller-Westernhagen (Stars in „Verlorenes Leben“ und „Der Mörder“) sorgten für schauspielerischen Genuß.“

„Filmemacher Ottokar Runze nutzt diese moralische Geschichte, um das geistige Klima der Nazizeit spürbar zu machen. (…) Eindrucksvolles Dokument einer unmenschlichen Zeit.“